# Акиллини, Клавдио
Клавдио Акиллини (итал. Claudio Achillini; 1574—1640) — итальянский философ, теолог, математик, поэт, педагог и юрист XVI—XVII веков из учёной династии Акиллини, представителями которой являлись Алессандро Акиллини и Джиованни Филотео Акиллини.

## Биография
Клавдио Акиллини родился 18 сентября 1574 года в городе Болонье на севере Италии (административный центр одноимённой провинции).
После получения юридического образования занимался преподавательской деятельностью на кафедре права в Болонском университете, университетах Феррары и Пармы принесли ему громкую известность. Его авторитет и репутация были так высоки, что ещё при жизни ему воздавались почести, которые обычно воздают усопшим (памятные надписи и доски на стенах учебных заведений, с которыми он был так или иначе связан). Он был членом ряда научных и литературных обществ, в том числе Национальной академии деи Линчеи.
Затем он сопровождал кардинала Лудовизи, ставшего впоследствии, под именем Григория XV, римским папой в Пьемонт. Отсюда переселился во Францию, где своими сонетами приобрел расположение короля Людовика XIII и кардинала Ришельё. За канцону, написанную в честь появления на свет дофина, Клавдио Акиллини была пожалована от кардинала Франции золотая цепь стоимостью в 1000 крон.
В конце XIX — начале XX века на страницах Энциклопедического словаря Брокгауза и Ефрона утверждалось, что «в своих стихотворениях („Poesie“, Болонья, 1632, „Rime e Prose“, Венеция, 1650) он является подражателем Джамбаттиста Марини». С последним Клавдио Акиллини связывало не только творчество, но и многолетняя дружба.
Как поэт Акиллини отличался умением остроумно комбинировать противоположные образы и любил парадоксальную игру воображения.
Клавдио Акиллини скончался 1 октября 1640 года в родном городе.